# Gouvernement Stavropol
Het gouvernement Stavropol (Russisch: Ставропольская губерния; Stavropolskaja goebernija) was een gouvernement (goebernija) van het keizerrijk Rusland. Het gouvernement bestond van 1847 tot 1924. Het gouvernement ontstond uit het gouvernement Kaukasus en het gouvernement ging op in de kraj Noordelijke Kaukasus. Het gouvernement grensde aan de oblast Koeban en de oblast Terek. De hoofdstad was Stavropol.